# Ciney
Ciney é uma cidade e um município da Bélgica localizado no distrito de Dinant, província de Namur, região da Valônia.